# تصنيف يو إس نيوز آند وورد ريبورت لأفضل الجامعات العالمية
تصنيف يو إس نيوز آند وورد ريبورت لأفضل الجامعات العالمية (بالإنجليزية: U.S. News & World Report Best Global University Ranking)‏ هو تصنيف يصدر من قبل مجلة يو إس نيوز آند وورد ريبورت بشكل سنوي للجامعات العالمية. في 28 أكتوبر 2014، نشرت المجلة، التي بدأت تصنيف الجامعات الأمريكية في عام 1983، ترتيبها العالمي الافتتاحي، حيث قامت بتقييم 500 جامعة في 49 دولة. تم نشر الدفعة الأولى من أفضل تصنيف جامعي عالمي دون إعلان مسبق، مع توضيح المجلة لاحقًا أن تصنيفات ذلك العام كانت بالونًا تجريبيًا لدخول المنشور في مجال تصنيف الجامعات العالمية. بعد الإعلان مسبقًا عن تصنيفات العام المقبل، في عام 2016، قامت الدورية بإضفاء الطابع الرسمي على تصنيفات الجامعات العالمية كجزء من برامجها السنوية المنتظمة. وبعد أن أصبحت منهجية التصنيف رسمية، أوضحت أنها تستند إلى 10 مؤشرات مختلفة تقيس الأداء الأكاديمي للجامعات وسمعتها.  ومنذ ذلك الحين، تمت مراجعة التصنيف وتوسيعه ليشمل 1500 مؤسسة في 81 دولة ويشمل الآن خمسة تصنيفات إقليمية و 28 موضوعًا.  باستخدام 13 مؤشرًا واستنادًا إلى حد كبير إلى البيانات، يختلف الترتيب العالمي للمجلة من الناحية المنهجية عن تصنيف المؤسسات الأمريكية؛ يتم تصنيف الجامعات العالمية باستخدام عوامل مثل سمعة البحث والمنشورات الأكاديمية وعدد الأوراق التي تم الاستشهاد بها بشدة.  